# Estación de Nacimiento
Nacimiento fue un apartadero y cargadero ferroviario situado en el municipio español de Nacimiento, en la provincia de Almería. Las instalaciones pertenecían a la línea Linares-Almería y estuvieron en servicio durante algo más de un siglo, entre 1895 y 1987, cuando fueron clausuradas debido a la entrada en servicio de una nueva variante respecto del trazado original. En la actualidad la antigua estación se encuentra abandonada y semi-desmantelada.

## Situación ferroviaria
Las instalaciones se encontraban situadas en el punto kilométrico 203,793 de la línea férrea de ancho ibérico Linares-Almería, entre las estaciones de Doña María-Ocaña y de Gérgal. Se encontraba a 807 metros de altitud sobre el nivel del mar. El trazado era de vía única y estaba sin electrificar.
A la estación también llegaba un cable aéreo desde la cercana mina del Conde de Xiquena, con una longitud de 1,2 kilómetros.

## Historia
La estación fue inaugurada el 26 de julio de 1895 con la apertura del tramo Guadix-Almería de la vía férrea que pretendía unir Linares con el puerto de Almería, que no se alcanzó hasta 1904 dadas las dificultades encontradas en algunos tramos.
La gestión de las instalaciones corrió a cargo de la Compañía de los Caminos de Hierro del Sur de España, que mantuvo su titularidad hasta 1929, cuando pasaron a ser controladas por la Compañía de los Ferrocarriles Andaluces. La compañía de «Andaluces», como así se la conocía popularmente, ya llevaba años explotando la línea tras serle arrendada en 1916. Un alquiler no demasiado ventajoso, y que se acabó cerrando con la anexión de la compañía. En 1936, durante la Segunda República, «Andaluces» fue incautada debido a sus problemas económicos y se asignó a la Compañía Nacional de los Ferrocarriles del Oeste la gestión de las líneas que «Andaluces» explotaba.
En 1941, tras la nacionalización de los ferrocarriles de ancho ibérico, las instalaciones pasaron a formar parte de la recién creada RENFE. Con el paso de los años en torno a la estación se fue formando un núcleo poblacional, dependiente del municipio de Nacimiento, que para 1950 tenía un censo de 103 habitantes.
En junio de 1987 entró en servicio una nueva variante ferroviaria entre las estaciones de Doña María-Ocaña y Gérgal que reemplazaba al trazado original. La causa de este rediseño del trazado fue por la existencia de una fortísima pendiente ascendente desde la estación de Doña María-Ocaña, que obligaba a los convoyes de mercancías —con un peso de unas 2 000 toneladas— al uso de una cuádruple tracción diésel —dos locomotoras 313 delanteras y dos traseras— durante unos seis kilómetros del trazado. El último tren en pasar por esta estación lo hizo el 18 de junio de 1987, a las 8:25 horas de la mañana, el expreso 11878 procedente de Madrid y Sevilla. Se eligió este día por ser festivo y, por tanto, no suponer un problema a la salida de material desde las Minas del Marquesado.

## La estación

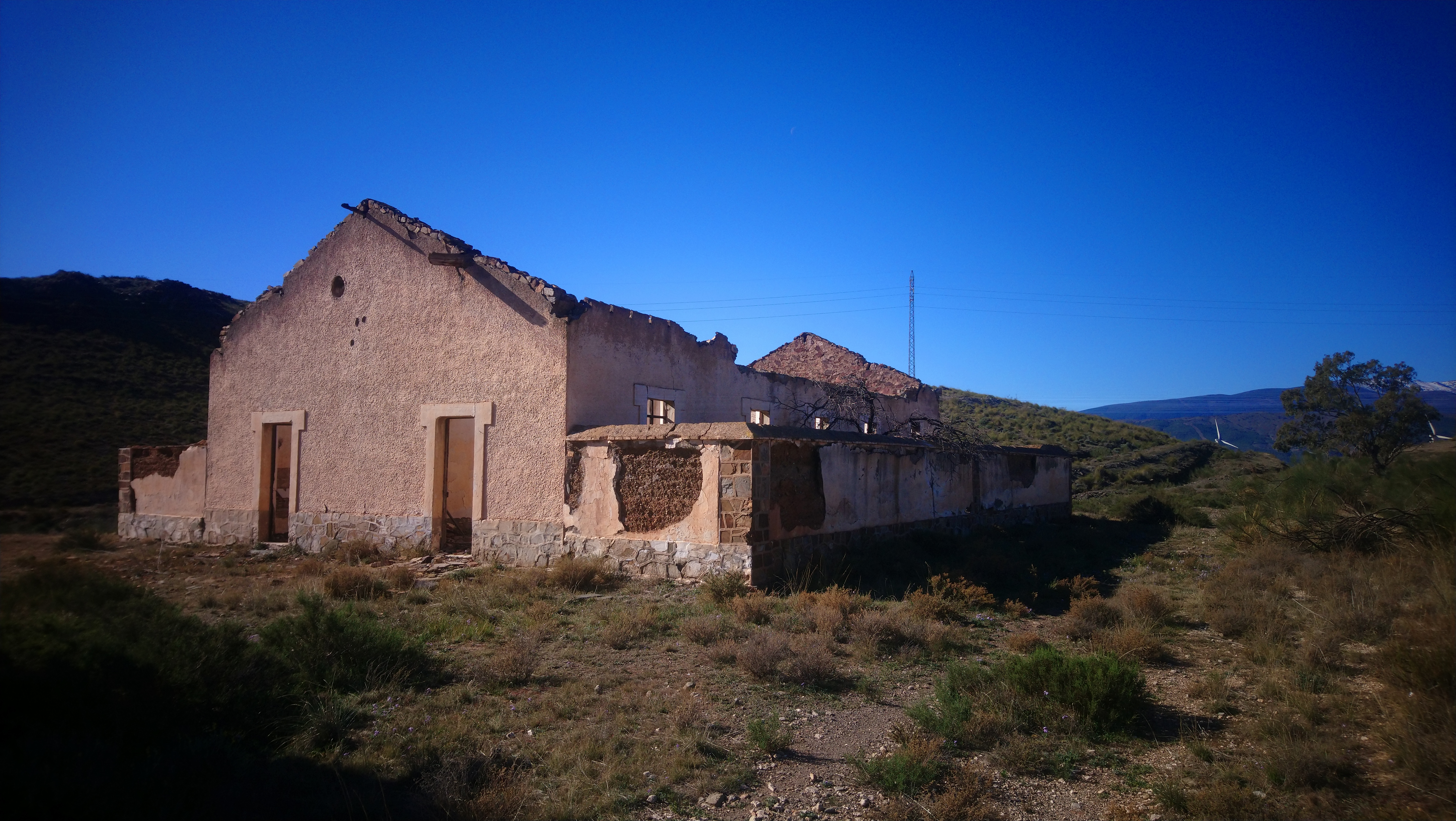
Antiguos edificios del complejo ferroviario de Nacimiento, 2020.

Constaba de 3 vías y 2 andenes, uno central y uno lateral. El edificio principal de la estación fue derruido a finales de los años 2000, mientras que otras instalaciones, como las barracas de los trabajadores se encuentran en ruinas. Los andenes se mantienen en condiciones aceptables, pero las vías fueron vendidas al poco tiempo de la entrada en desuso de la estación.[cita requerida]